# カワカミプリンセス
カワカミプリンセス（欧字名:Kawakami Princess、2003年6月5日 - 2023年9月11日）は、日本の競走馬、繁殖牝馬。
2006年の優駿牝馬（オークス）、秋華賞を無敗で制し、牝馬二冠を達成した。同年のJRA賞最優秀3歳牝馬およびJRA賞最優秀父内国産馬である。

## 概要
2003年6月5日に生まれた父キングヘイロー、母タカノセクレタリーの牝馬である。北海道日高地方三石町川上地区にある三石川上牧場の生産。買い手がつかず、牧場自らが所有して競走馬となる。牧場主の実家である浦河町の高昭牧場で育成が施された後、中央競馬の栗東トレーニングセンターの西浦勝一厩舎に入厩し、キャリア初期は本田優が主戦騎手を務め、無敗のまま2006年の優駿牝馬（オークス）と秋華賞を制し二冠牝馬となる。5連勝で迎えたエリザベス女王杯（GI）でも1位入線したが直線でヤマニンシュクルの進路を妨害したという判定により降着処分が下り、初めての敗戦を喫する。この後3年間現役を続けたが一度も勝利できずに引退した。通算成績17戦5勝。

## 誕生までの経緯

### 三石川上牧場
三石川上牧場は、北海道日高地方三石町川上地区にある競走馬生産牧場である。過去の生産馬には神戸新聞杯（GII）を制したカネトシガバナーがいる。1988年に20歳の上山浩司が川上地区に広がる耕作放棄地を買い取って敷地を確保し、繁殖牝馬3頭で生産を開始した。上山の実家は北海道浦河町の高昭牧場であり、次男だったために独立。高昭牧場のすぐ近くには1957年の桜花賞と優駿牝馬（オークス）を無敗で制したミスオンワードの生産牧場があり、上山は幼少の頃から「牝馬二冠」のミスオンワードを認識しながら育っていた。
牧場のある三石は、これまでオグリキャップやハクタイセイ、ヒシミラクルなど、どういうわけか芦毛の活躍馬を輩出する馬産地だった。しかし三石川上牧場は海が遠くて山がちであり、夏は暑く冬は寒く鹿が放牧地に頻繁に現れる厳しい環境に加えてアクセスも悪く、馬主や調教師が気軽に訪れることができないことから生産馬のオーナー探しは苦戦を強いられた。上山が一人で始めた牧場だったが後に結婚した妻や雇った従業員ら4人での運営となり、10頭以上の繁殖牝馬を繋養するようになった。
日高地方の小牧場はそれぞれ受け継いできた名牝系を頼りにするところが多かったが、三石川上牧場には名牝系の後ろ盾がなかったため上山は盛んに外に出かけて牝馬を調達しなければならなかった。繁殖牝馬を探していた1990年代後半、アメリカのキーンランドで行われるセプテンバーセールで上山は父シアトルスルー産駒の牝馬（後のタカノセクレタリー）に出会った。

### タカノセクレタリー

#### 血統
タカノセクレタリーは、父シアトルスルー、母サマーセクレタリー、三代母サマーゲストという血統構成だった。
三代母サマーゲストは、1972年アメリカの3歳牝馬戦線をスーザンズガールと争いコーチングクラブアメリカンオークスを優勝。また3歳牝馬ながら臨んだウッドワードステークスではキートゥザミントに次ぐ2位入線を果たしたが降着で3着となる。そしてグレード制導入後の1974年にはG1競走のスピンスターステークスを優勝。G1競走を含む通算13勝を挙げたサマーゲストは競走馬引退後繁殖牝馬となる。14勝を挙げたキートゥザミントとの間に産まれた牝馬ゴールデンサマーもまた繁殖牝馬となり、1973年のアメリカ三冠馬セクレタリアトと交配。そうして生まれた牝馬がサマーセクレタリーだった。
サマーセクレタリーは主にハリー・アレン・ジャーケンス厩舎に属して1989年から1991年のボーゲイハンデキャップにて2勝2着1回したほか、通算11勝を挙げる活躍を果たした。競走馬を引退して繁殖牝馬となったサマーセクレタリーは1977年に無敗でアメリカ三冠を果たしたシアトルスルーと交配し、牝馬を宿していた。上山はその牝馬を「最初から繁殖として意識するというわけではなく、走らせるつもり」で落札し、1997年に日本に持ち帰った。

上山自身はまだ馬主資格を取得していなかったため実家の高昭牧場の所有で競走馬となり、「タカノセクレタリー」という名前が与えられてデビューを目指した。しかしタカノセクレタリーは心房細動を患っており、デビューを果たすも4戦全敗。上山の期待に沿うことができなかったタカノセクレタリーはすぐに繁殖牝馬への転向を余儀なくされた。初めは高昭牧場に繋養される話もあったが、上山の父の取り計らいにより三石川上牧場で繋養された。
繁殖牝馬となって初年度はハンセルと、2年目はスキャターザゴールドと交配して初仔、2番仔を得ていた。そして3年目、キングヘイローと交配した。キングヘイローとタカノセクレタリーの交配には、いくつかの理由があった。

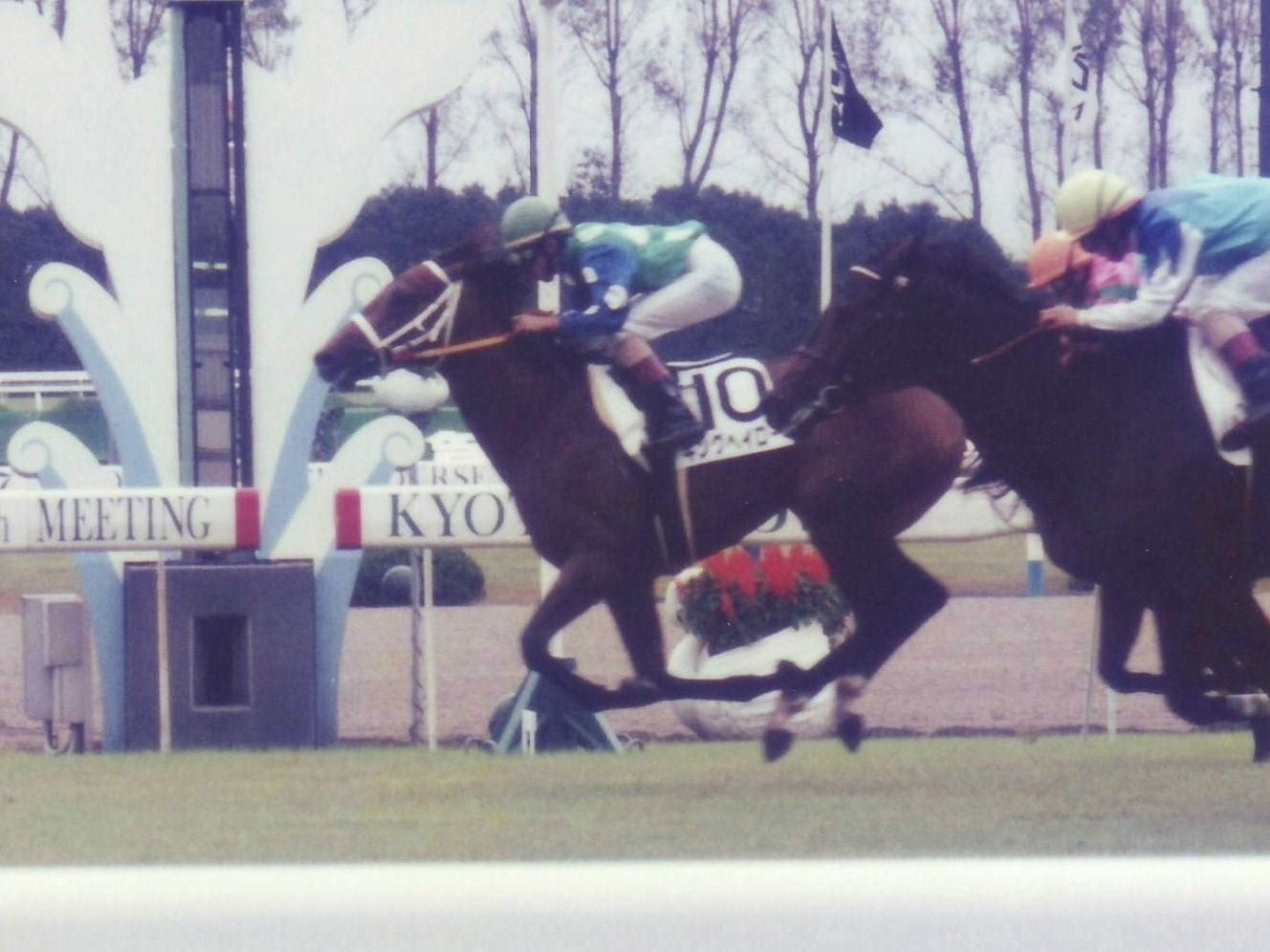
キングヘイロー

まずタカノセクレタリーはシアトルスルーの傾向を強く受け継いで体が大きかったのに対し、キングヘイローは反対に体の小さな仔が産まれやすかった事。また上山は身の丈に合わない種付け料の高い種牡馬を避けていたため、父ダンシングブレーヴ、母グッバイヘイローという良血でありながら種付け料が安価だったキングヘイローは都合が良かった。
さらに上山は牧場生産馬カネトシガバナーが神戸新聞杯を制した際に現地で観戦しており、そのレースに出走していたキングヘイローに良い印象を抱いていた。これ以来上山は、スペシャルウィークやセイウンスカイなど大物がいる世代でキングヘイローを最も高く評価していた。

## 幼駒時代

### オーナー決定の経緯
2003年6月5日、北海道三石町の三石川上牧場にてタカノセクレタリーの3番仔（後のカワカミプリンセス）が誕生する。遅生まれのため早く生まれた他の仔より小さく、上山によれば「妹みたいな感じで、甘えん坊の、きかない馬」だったという。
上山は牧場の生産馬を自らで抱えず、売却してお金に変換するのが経営的に健全であると考えていた。しかし日高地方の生産馬、それも牝馬を良い価格で売ることは難しく、この3番仔も250万円である顧客に購入を持ち掛けたが決裂。行先がないまま牧場名義の所有で競走馬となった。
牧場は2002年に馬主登録をしており、それ以降は自ら生産した牝馬は将来牧場で繁殖牝馬にするためにできる限り自己所有する方針を取るようになった。これは上山の父を踏襲した考えだった。上山は3番仔に冠名に「お姫様」を組み合わせた「カワカミプリンセス」という競走馬名を与えた。

### 調教師、騎手決定の経緯

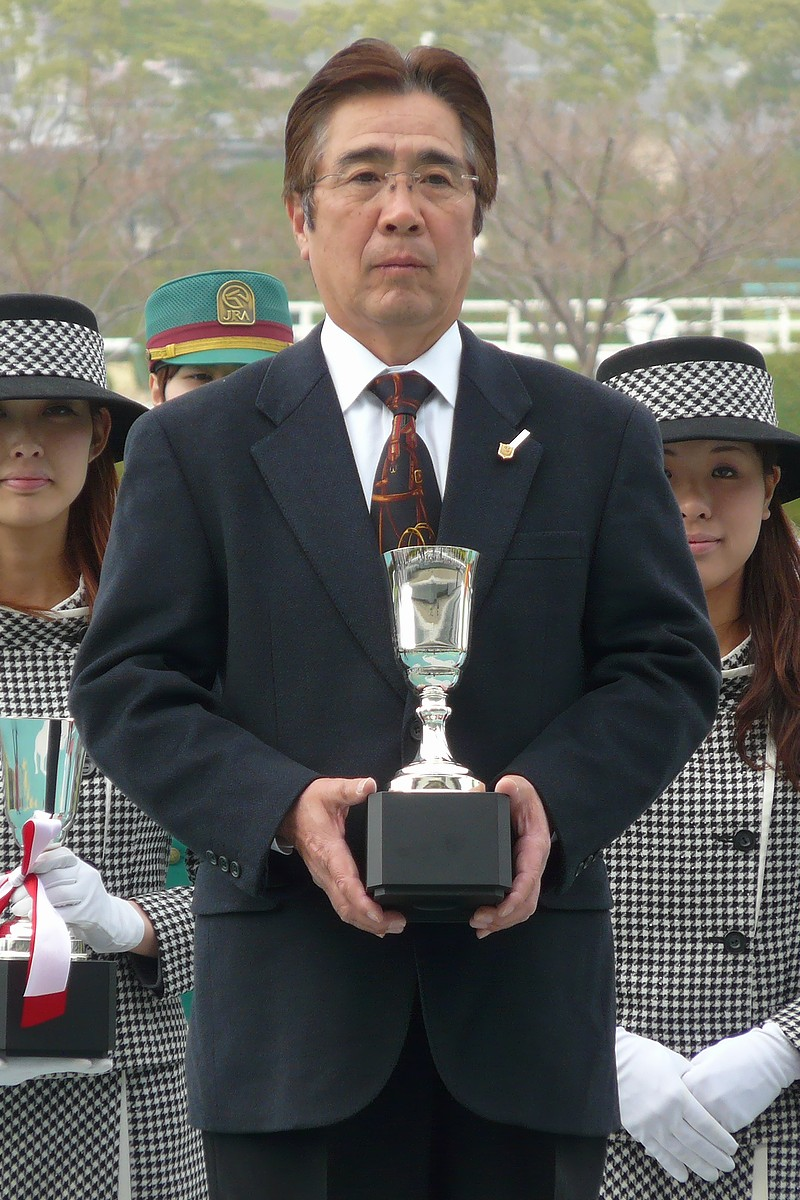
西浦勝一

カワカミプリンセスは、栗東トレーニングセンターの西浦勝一調教師に託された。上山と西浦はかつて上山が生産、上山父名義で所有したパウダースノーを預けていた布施正厩舎の解散後に西浦が旧布施厩舎の馬たちを引き継いで開業して以来の関係だった。
西浦はタカノセクレタリーの初仔が産まれた際にタカノセクレタリーに好感を持ち、上山に対し「これからいい産駒ができたら、ぜんぶ私が預かりたい」と申し出ており、カワカミプリンセスの管理も担うことになっていた。しかし初仔の兄と2番仔の姉は未勝利に終わっていたため、上山はカワカミプリンセスに対して大きな期待をかけてはいなかった。
牧場で成長したカワカミプリンセスは、上山の実家である高昭牧場で育成が施された。騎乗育成では担当者が手応えを感じていたと振り返っている。2歳秋に視察に訪れた西浦はカワカミプリンセスを見て「俺の最後の秘密兵器かな」と話していたという。

デビューを前に西浦は、騎手本田優をカワカミプリンセスの主戦に起用する。本田はこのとき40代後半、中央競馬の平地の騎手では最年長だった。本田はかつて星川厩舎の所属騎手だった頃に競馬学校厩務員過程を卒業して星川厩舎に入った西浦調教師の長男を手助けしていた時期があり、その縁もあってか西浦は自厩舎所属のテイエムオーシャンの主戦に本田を起用していた。本田は「俺も長男の面倒を見たから、先生も俺のことを面倒見てくれたのかもしれない」と述べている。

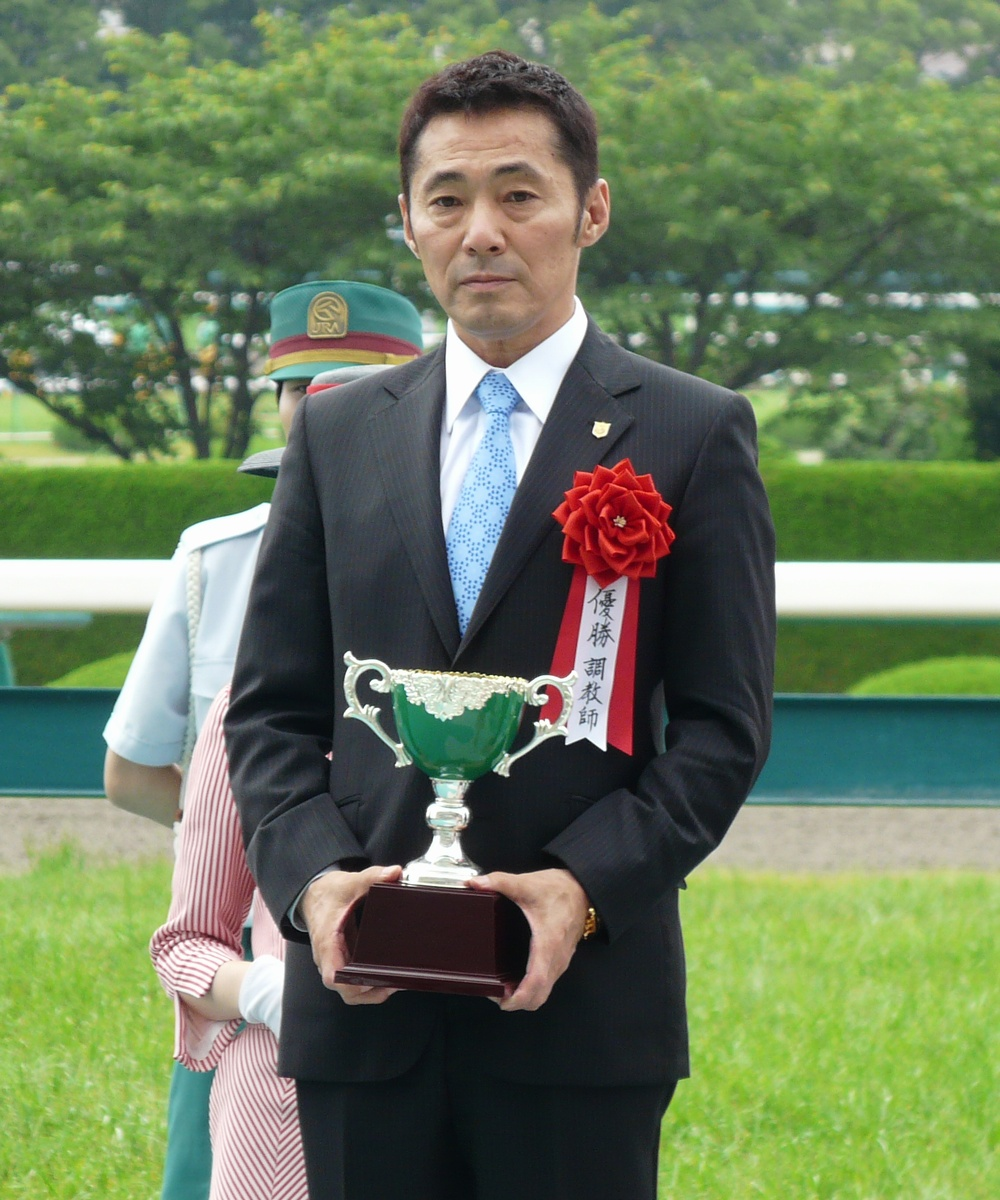
本田優

1999年に本田は調教師試験の一次試験に合格。騎手引退と調教師への転身を視野に入れており、成績の低下を決断のきっかけにしようと考えていた。ところが翌2000年に本腰を入れて受験と考えていたその矢先にテイエムオーシャンに騎乗するなどした結果以降の成績が向上。引退のタイミングが見つからないまま40代後半に突入していた。本田は満足いく厩舎経営には最低でも20年間は必要と考えていたが調教師の定年は70歳で固定されており、時間的な余裕は無くなりつつあった。カワカミプリンセスの主戦に抜擢されたのはそんな時期である。

## 競走馬時代

### クラシックまでの道程
2005年の2歳秋にカワカミプリンセスは西浦厩舎に入厩したが、後ろ脚が未熟で2歳のうちにデビューすることができなかった。年をまたいで2006年2月26日、阪神競馬場の新馬戦（芝1400メートル）でデビュー。ルミナスポイント、シャドウストリームが人気を集める中、カワカミプリンセスは単勝オッズ33.0倍の9番人気だった。本田によれば「ようやくレースに使えたって感じ」の状態でのデビューだった。
スタートから本田が促してもいないのに先行し、ハナを奪取し逃げる形となると直線では後続を突き放して独走。メイショウトッパー以外はついて行けず、メイショウトッパーに1馬身4分の1差、それ以下に7馬身以上差をつけて初勝利を挙げる。上山はこれが馬主としての初勝利だった。
続いて3月26日、同設定の君子蘭賞（500万円以下）に参戦。音に敏感だったため、覆面を装着するようになっていた。ここでは18頭立てのなか、11.3倍の6番人気だった。逃げた新馬戦とは異なり後方を追走し、大外から進出。直線では末脚で全て差し切り後続に1馬身半差をつけて優勝、連勝を果たした。本田はこれまでカワカミプリンセスの実力をあまり評価していなかったが、君子蘭賞での勝利を機にクラシック、具体的には優駿牝馬を意識するようになっていた。
続いて4月9日、クラシック牝馬三冠競走の一冠目である桜花賞に出走登録を行ったが賞金が足りず除外となり、目標を二冠目の優駿牝馬（オークス）に切り替えた。それに向けて4月30日、優駿牝馬のトライアル競走であるスイートピーステークス（OP）に臨んだ。18頭立てのなか2.2倍、初めて1番人気に支持された。
スタートから中団を追走し、第3コーナーから進出。直線では大外から追い上げ、末脚を発揮して差し切った。半馬身差をつけて入線し、3連勝。2着のヤマニンファビュルとともに優先出走権を獲得した。本田は戦前まで優駿牝馬の出走権を得ることを第一に考えていたが、この勝利で初めて勝ち負けを強く意識するようになった。

### 二冠

#### 優駿牝馬
5月21日、牝馬三冠競走の二冠目である優駿牝馬（オークス）（GI）に参戦。出走が叶わなかった一冠目の桜花賞は、逃げるアサヒライジングにコイウタ、アドマイヤキッス、キストゥヘヴンが差し込み、このうちキストゥヘヴンが優勝していた。この上位4頭など桜花賞出走組は挙って二冠目にも出走。なかでも桜花賞優勝のキストゥヘヴンと2着のアドマイヤキッスが有力視され、共にオッズ3倍台で2番人気までを占めていた。カワカミプリンセスはそれらに次いで6.7倍の3番人気だった。以下桜花賞3着のコイウタ、桜花賞2番人気14着のフサイチパンドラ、忘れな草賞優勝のニシノフジムスメ、桜花賞4着のアサヒライジング、忘れな草賞2着のブルーメンブラットと続いていた。
5枠9番からスタート。ヤマニンファビュルが大逃げを敢行し、それ以外はアサヒライジングを先頭とする縦長の馬群が形成された。カワカミプリンセスは第1コーナーで我を忘れかけたが、本田が宥めて折り合うことに成功。フサイチパンドラと並んで中団前目を追走した。人気のキストゥヘヴンとアドマイヤキッスの2頭は後後方に待機。ヤマニンファビュルがハイペースで
逃げるのに対し、馬群のペースは早くはなかった。
大逃げがいたため各々、早めに仕掛ける競馬を強制された。フサイチパンドラと並びながら5番手で最終コーナーを通過した後、直線では馬場の中央から先頭を奪取したアサヒライジングに迫る。残り400メートルからスパートしてアサヒライジングに詰め寄り、外から差し切ると伸びあぐねるフサイチパンドラを抜き去り、さらに後方から追い込むアドマイヤキッス、キストゥヘヴンに接近を許さずに後方に4分の3馬身差をつけ、先頭で決勝線通過を果たした。
無敗の4連勝で重賞及びGI初勝利、そしてクラシック戴冠を成し遂げた。無敗での優駿牝馬優勝は1957年のミスオンワード以来49年ぶり、史上4頭目の快挙だった。また2月末のデビューから85日での優駿牝馬優勝はシャダイアイバーの78日に次いで史上2番目の早さだった。馬体重484kgでの優勝はテスコガビーの486kgに次ぐ史上2番目だった。走破タイム2分26秒1は、1990年エイシンサニーのレースレコードに0.1秒差。1990年とはコース形態が違うため、新しいレースレコードと言っても差しつかない記録だった。
本田と西浦は、3着に終わったテイエムオーシャンの雪辱を果たした。二人はテイエムオーシャン以来のGI級競走勝利であり、3歳限定牝馬競走完全制覇を成し遂げた。この時点で47歳4カ月の本田は、1967年にヤマピットで制した保田隆芳の47歳1カ月を上回る優駿牝馬史上最年長優勝を成し遂げた。この栄冠に本田は、テイエムオーシャンの経験が活きたと振り返っている。
キングヘイローは産駒のGI級競走初勝利。三石川上牧場は開業18年目、馬主資格を得て5年目のGI級競走初勝利だった。レース後の記念撮影では、馬主と生産者が同一であるためにどちらかを空席にせざるを得なかった。そこで上山は育成を担った兄を馬主席に招くと自らは生産者席に立ち、兄弟で両席を埋めて写真に納まった。

#### 秋華賞
優駿牝馬優勝後は、高昭牧場での夏休みとなった。夏休み中は軽種馬育成調教センターを用いて調整された。秋の最大目標はエリザベス女王杯とし、また秋初戦は前哨戦を用いずに牝馬三冠競走の最終戦である秋華賞直行が決断された。
西浦にはある牝馬を前哨戦のローズステークスから秋華賞に臨ませたが成績を残せなかった経験があった。この原因について西浦は前哨戦を使うために暑い夏に入厩させた結果馬に負担をかけたためではないかと考えており、この教訓や目標をエリザベス女王杯に定めた事、同じく直行で秋華賞を優勝した先輩テイエムオーシャンの経験が秋華賞直行の決断の後押しとなった。夏休み中の6月24日、主戦の本田は函館競馬場のレースで落馬し腰と首を骨折する負傷をしていたが、2か月間の治療を経て復帰し秋を迎えていた。

10月15日、秋華賞（GI）に参戦。いまだ無敗だったが3.6倍の2番人気に。1番人気はローズステークスを制したアドマイヤキッスに譲るかたちとなった。
6枠12番からスタート、中団を確保しアドマイヤキッスやキストゥヘヴンよりも前方を追走。先行勢はトシザサンサンやコイウタ、シェルズレイが争っており、ハイペースとなっていた。そんな中本田は第3コーナーからムチを入れるなど早めに仕掛けてスパートした。
ハイペースのレースは後方待機勢が有利な傾向にあり、ロングスパートは不利なはずだった。さらに最終コーナーでは内にいたサンドリオンにぶつけられ、バランスを崩し大きく外に膨れる不利を受ける。しかしカワカミプリンセスは直線で加速して進出する。

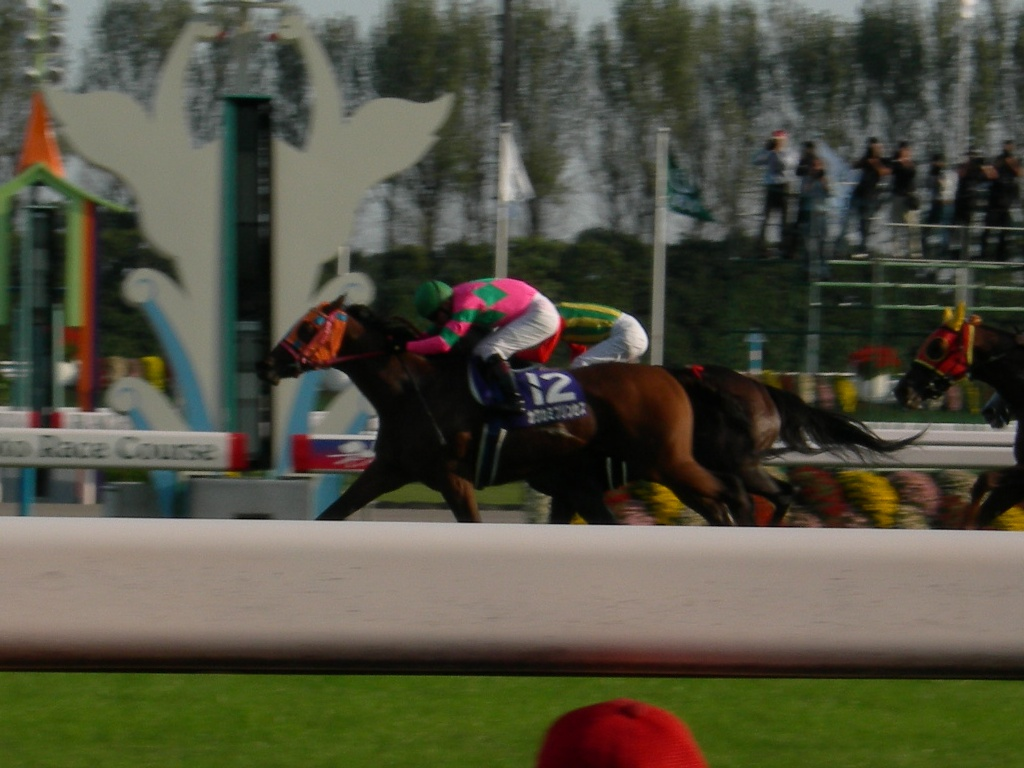
内のアサヒライジングに先んじて決勝線を通過するカワカミプリンセス。

直線では逃げるシェルズレイとアサヒライジング、先行抜け出しを図るフサイチパンドラに外から詰め寄り、さらに大外から追い込むアドマイヤキッスには接近を許さなかった。半ばを過ぎてから加速してフサイチパンドラを差し切り、アドマイヤキッスを置き去りに。抜け出すアサヒライジングには残り200メートルではまだ3馬身のビハインドがあったが、ゴール手前で差し切ると半馬身差をつけて決勝線を通過した。
無敗の5連勝でGI連勝。グレード制導入以降では2003年のスティルインラブ以来史上4頭目となる二冠目の優駿牝馬と三冠目を制しての「牝馬二冠」となった。また2002年のファインモーション以来史上2例目となる無敗の秋華賞優勝となり、史上初めて無敗で優駿牝馬と秋華賞を制した。秋華賞直行での優勝はテイエムオーシャン以来。レース直後の記念撮影では上山の父が馬主席に収まり、親子で写真に納まっている。

### 12連敗

#### エリザベス女王杯
続いて11月12日、目標のエリザベス女王杯（GI）に参戦した。アドマイヤキッスやキストゥヘヴン、アサヒライジング、シェルズレイ、フサイチパンドラなどクラシックを戦った同期とともに古馬に挑んだ。古馬勢では前年優勝で宝塚記念優勝馬でもあるスイープトウショウ、重賞4連続3着中のディアデラノビア、重賞2連続2着中のサンレイジャスパーなどが立ちはだかった。注目は3歳のカワカミプリンセスと古馬スイープトウショウの2頭だった。オッズは共に2倍台後半だったが、わずかにカワカミプリンセスが支持されて1番人気となった。当日の馬場状態は稍重から良に回復していたが、芝は水分を多分に含んでいた。

8枠16番からスタートし、中団後方を追走。前方では、シェルズレイが果敢に逃げており、ハイペースの展開に。秋華賞のように第3コーナーから進出し、先行勢との距離を縮めながら最終コーナーを通過、。直線で追い込んだ。馬場の状態が悪く進出には手間取っていたが、直線入り口で本田がムチを振るうと加速。隣にいたヤマニンシュクルやシェルズレイの前に取り入り、2頭を置き去りに。抜け出していたディアデラノビアやアサヒライジング、フサイチパンドラに取り付いてすぐに差し切り、大外から追い込むスイープトウショウも寄せ付けず、脅かされることなく先頭を守って決勝線に到達。2位入線のフサイチパンドラに1馬身半差をつけて通過。デビュー以来6戦連続となる1位入線を果たした。しかしこのレースは審議となる。直線で内側に斜行した際にシェルズレイとヤマニンシュクルの顔面と接触、ヤマニンシュクルを挫かせたほか、シェルズレイやレクレドールの進路も塞いでしまった為であった。審議の結果ヤマニンシュクルへの走行妨害が認められカワカミプリンセスは12着に降着、本田には騎乗停止処分が下された。

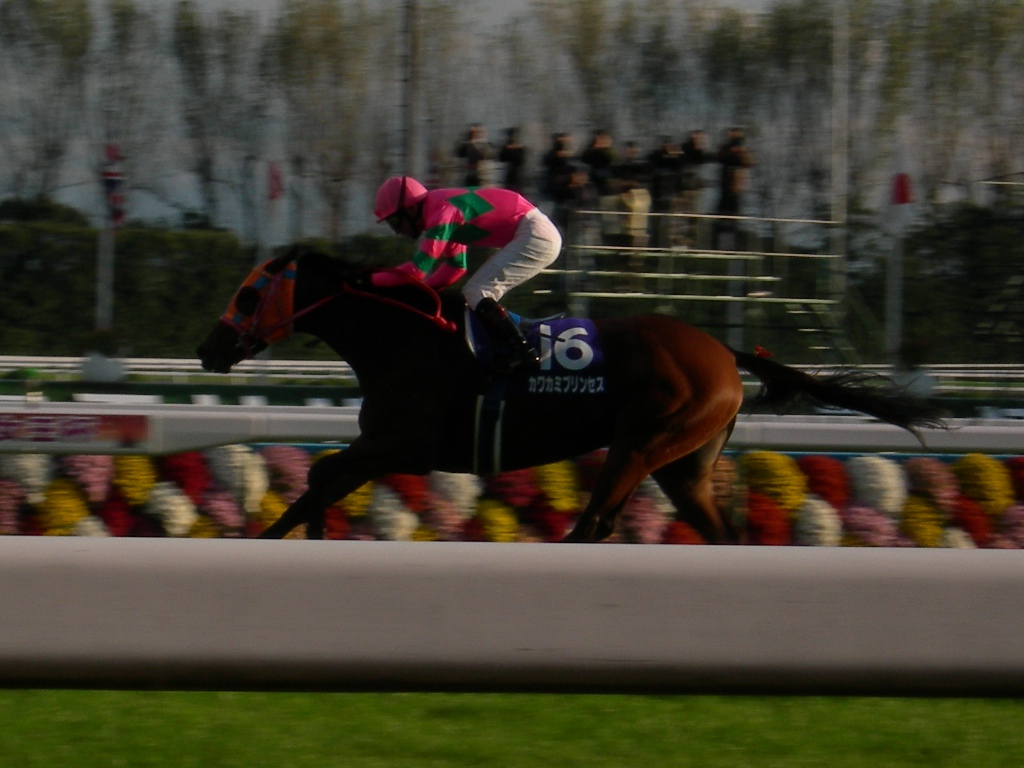
先頭で入線するカワカミプリンセス

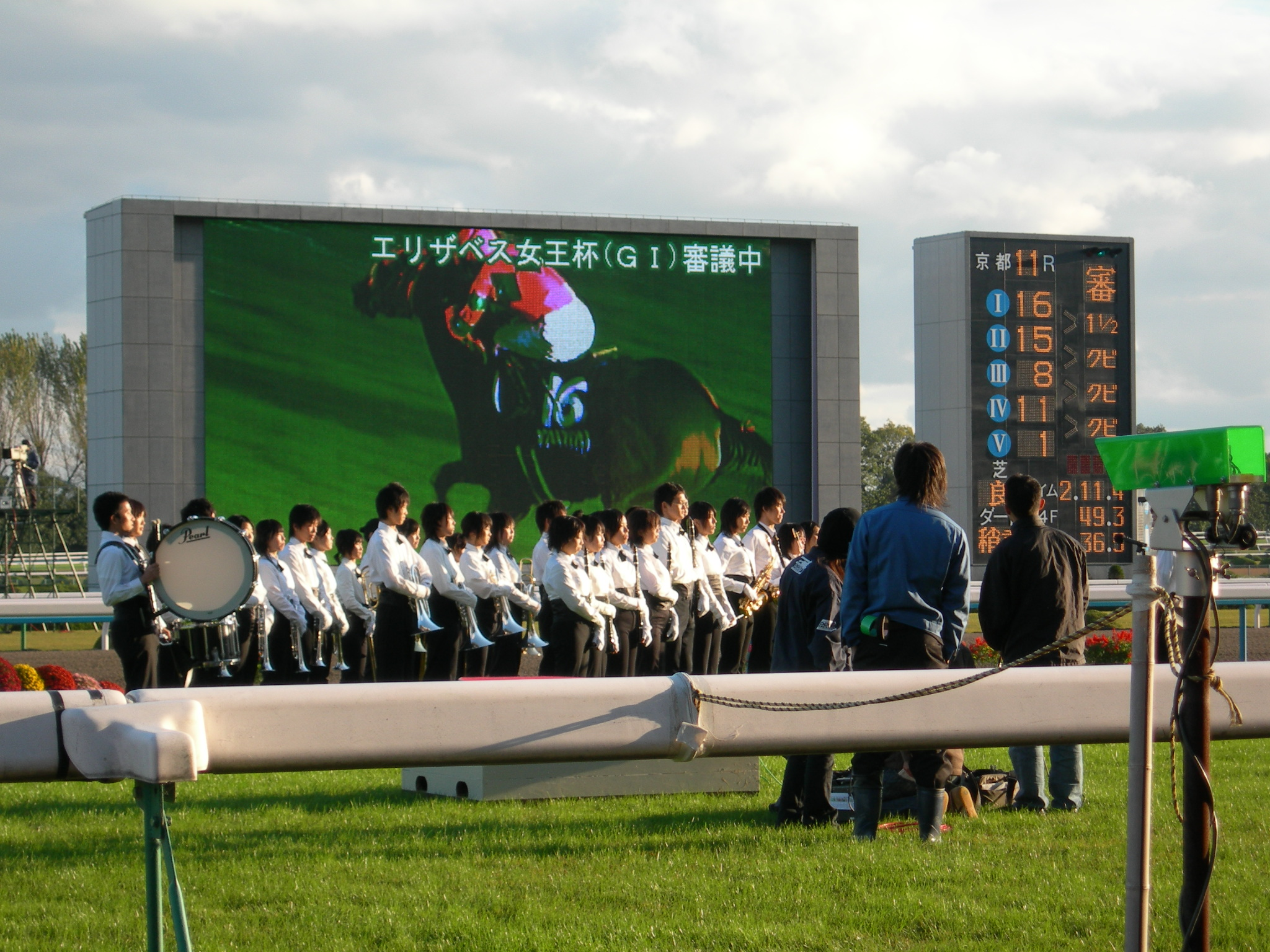
審議中の着順掲示板

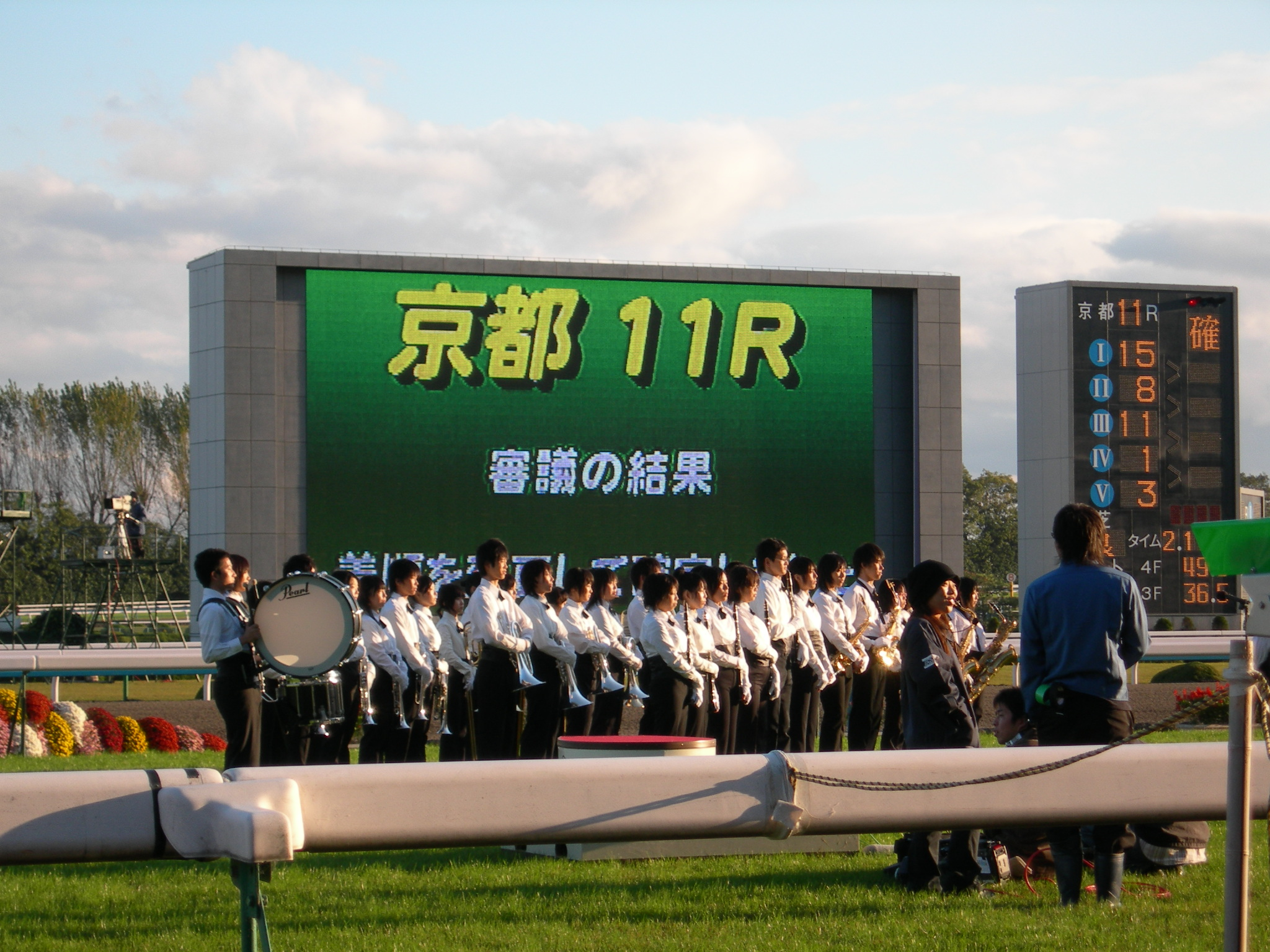
確定後の着順掲示板

この裁定により2位入線のフサイチパンドラが繰り上がり優勝、カワカミプリンセスは日本のGI競走において1991年天皇賞（秋）のメジロマックイーン以来15年ぶり史上2頭目となる1位入線後の降着処分となった。カワカミプリンセスはデビューから先頭入線を続けていたが、降着により初めての敗戦を喫した。この降着に対し、競馬場には抗議の電話が70件あったという。
カワカミプリンセスは斜行による接触で右後ろ肢の飛節に外傷を負ったが、大事にはならなかった。それでも年内休養となり、高昭牧場に放牧となった。5戦1位入線5回、4勝で終えたこの年のJRA賞では全289票中287票を集めて最優秀3歳牝馬を、177票を集めて最優秀父内国産馬を受賞している。

#### 骨折
この後カワカミプリンセスは2009年秋まで走り続けたが、1位入線を一度も果たすことができなかった。
2007年の2月末に主戦を務めていた本田が引退。試験に合格して調教師に転身し、西浦厩舎で技術調教師として研修を経て、6月から厩舎を開業することになった。本田は引退式にてカワカミプリンセスを「間違いなく自分が乗った馬の中で一番強い馬」と述べていた。本田の引退に伴い陣営は新しい主戦として武幸四郎を起用する。西浦は武なら激しい気性を宥められると直接依頼した。

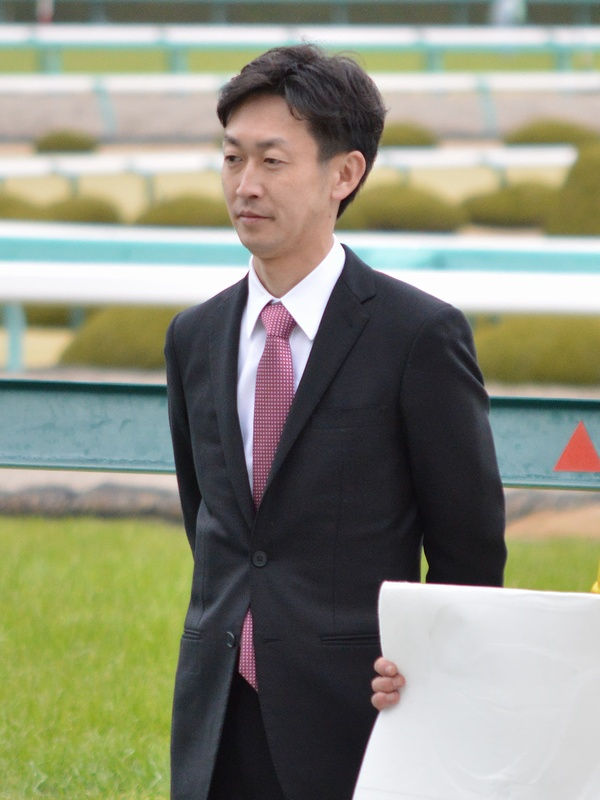
武幸四郎

年またぎの放牧中も休むことなく運動し体重を減らした状態で3月1日に帰厩、ヴィクトリアマイル（JpnI）に直行する。厩舎では体重を増やしながら仕上げるという常道ではない調整を敢行。西浦が完璧と評するほどの状態だった。ここまで全レースで1位入線していたカワカミプリンセスはスイープトウショウらを抑えて1番人気に推される。しかしスタートから出遅れてしまい、後方を追走して最終直線で大外から追い上げるも10着に敗退し、初めて先着を許した。
続いて宝塚記念（GI）に臨む。直前の調教では、厩舎開業前日の本田が騎乗していた。古牡馬に加えて、この年の東京優駿を優勝した牝馬ウオッカとの対決となった。ウオッカが1番人気となる中、カワカミプリンセスはず6番人気に。5番手追走から抜け出す積極的な騎乗を試みたが、直線で失速し6着に敗れた。。
この後は9月初めの札幌記念（GII）を目指して札幌競馬場で調整されていたが、7月25日の調教中に右第1趾節種子骨を骨折、全治1年の休養を余儀なくされた。

#### エリザベス女王杯2着
休養中に年をまたぎ2008年、5歳となる。4月2日に厩舎に帰厩。5月31日の金鯱賞（GII）で復帰し、エイシンデピュティに約1馬身半差の3着だった。続いて前年と同様に宝塚記念を目指したが、直前で腰から右後肢にかけての筋肉痛を発症して回避した。

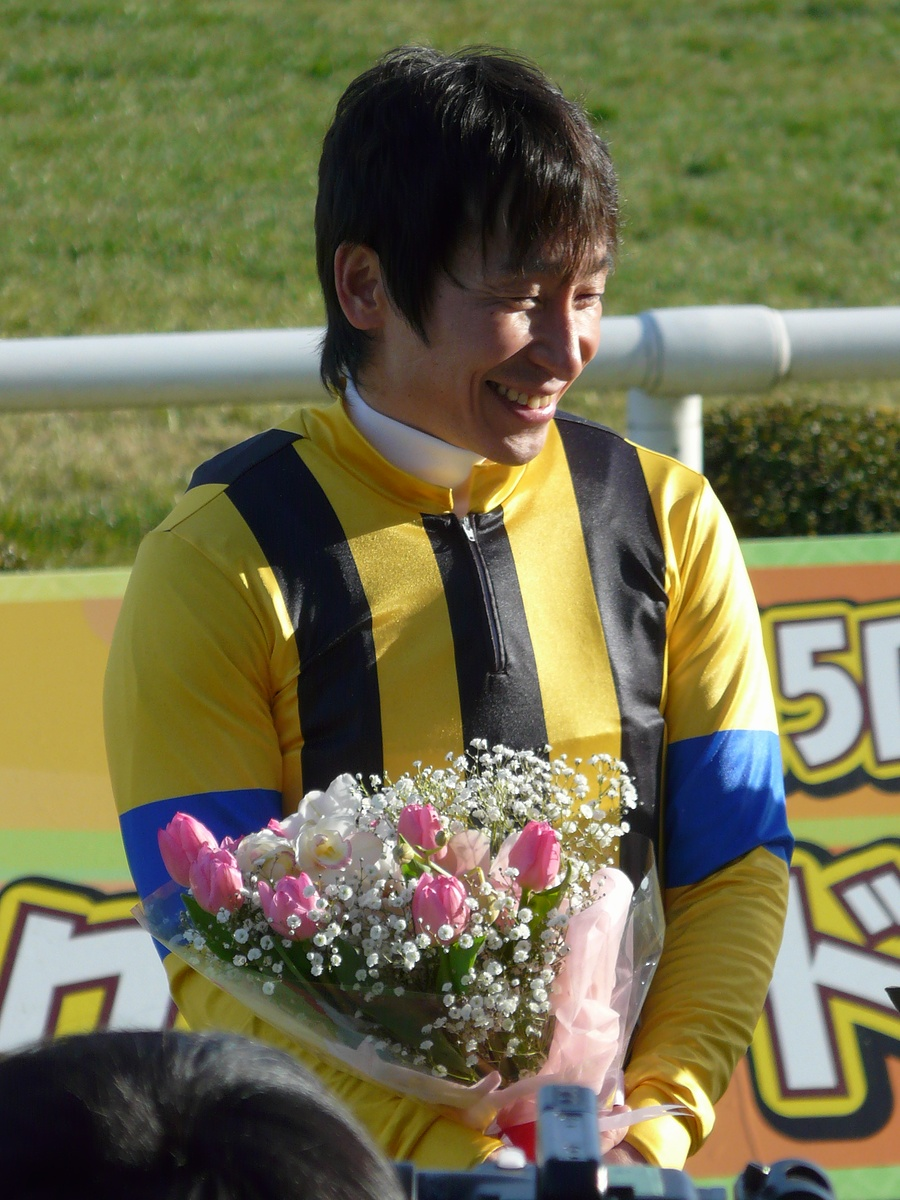
横山典弘

厩舎に戻って養生してから、10月19日の府中牝馬ステークス（GIII）で復帰する。この日は京都で秋華賞が行われており、武はリトルアマポーラに騎乗していたため横山典弘に乗り替わる。以降引退まで横山が主戦を担った。1番人気で参戦したコンビ結成初戦は、2番手追走から直線でアサヒライジングを捕えて先頭となる場面があった。しかし後方外から追い込むブルーメンブラットにゴール手前で差し切りを許し、半馬身差及ばず2着に敗れた。

11月16日のエリザベス女王杯では、ベッラレイアやポルトフィーノ相手に1.9倍の1番人気に推された。ポルトフィーノがスタート直後に落馬し競走を中止する中、6番手を追走して直線で抜け出しを図っていた。
しかし前では追い込み馬のはずのリトルアマポーラがクリストフ・ルメールに導かれて先行し、一足先に抜け出していた。道中をスムーズにこなし末脚を使って伸びていたカワカミプリンセスだったが、谷川善久曰く「ハーツクライでディープインパクトを破った有馬記念を髣髴とさせるファインプレー」で押し切ったリトルアマポーラに1馬身半届かず2着に敗れ、復活の勝利は挙げられなかった。
そして暮れの有馬記念（GI）では1枠1番から果敢に先行したが、ハナをダイワスカーレットに奪われ2番手追走に甘んじて終いに失速、7着に終わった。

#### 引退
2009年、6歳になったカワカミプリンセスは京都記念（GII）で始動し、アサクサキングスらにおおよそ1馬身半差の4着。続く産経大阪杯（GII）ではドリームジャーニーとディープスカイに2馬身差の3着と牡馬相手に好走した。この後は牝馬限定競走に臨んだが。ヴィクトリアマイル、府中牝馬ステークス、エリザベス女王杯のいずれも入着すらできなかった。
エリザベス女王杯に臨場していた上山は、成熟して既に母親の体つきになっていると思い「もうお母さんになりたいんだな」と感じ取り、引退が決定した。結局、1位入線しながら取りこぼしたエリザベス女王杯以降勝利はできなかった。11月19日付で日本中央競馬会の競走馬登録を抹消される。
引退翌年の2010年にはインターネット投票で人気の過去の優駿牝馬優勝馬の名前をJRAプレミアムレースの副名称に使用する催しがありエアグルーヴやシーザリオを抑えて1位となった。この結果により、同年5月23日の優駿牝馬の直後のレースである第12競走は「東京クラウンプレミアム（カワカミプリンセスメモリアル）」という競走名で実施された、その投票で全体の24パーセントである5061票を集めて。

## 繁殖牝馬時代
競走馬引退後は、生まれ故郷の三石川上牧場で繁殖牝馬として繋養された。初年度の2010年はディープスカイと交配し不受胎だったが、2年目の交配は受胎。2012年に初仔を産んでから2020年まで毎年のように交配して受胎し仔を産み続けた。2021年の出産を最後に繁殖活動から引退し三石川上牧場で余生を過ごしていたが、2023年9月11日に起立不能となり、20歳で死亡した。

## 競走成績
以下の内容は、JBISサーチおよびnetkeiba.com、『優駿』に基づく。
| 競走日     | 競馬場 | 競走名           | 格      | 距離（馬場）  | 頭 数 | 枠 番 | 馬 番 | オッズ （人気） | 着順 | タイム （上り3F） | 着差 | 騎手      | 斤量 [kg] | 1着馬（2着馬）         | 馬体重 [kg] | 備考       |
| ---------- | ------ | ---------------- | ------- | ------------- | ----- | ----- | ----- | --------------- | ---- | ----------------- | ---- | --------- | --------- | ---------------------- | ----------- | ---------- |
| 2006.02.26 | 阪神   | 3歳新馬          |         | 芝1400m（不） | 15    | 3     | 5     | 033.00（9人）   | 01着 | R1:25.4（36.9）   | -0.2 | 0本田優   | 54        | （メイショウトッパー） | 476         |            |
| 0000.03.26 | 阪神   | 君子蘭賞         | 500万下 | 芝1400m（良） | 18    | 8     | 17    | 011.30（6人）   | 01着 | R1:23.0（35.3）   | -0.2 | 0本田優   | 54        | （サウスティーダ）     | 482         |            |
| 0000.04.30 | 東京   | スイートピーS    | OP      | 芝1800m（良） | 18    | 4     | 8     | 002.20（1人）   | 01着 | R1:48.4（34.6）   | -0.1 | 0本田優   | 54        | （ヤマニンファビュル） | 488         |            |
| 0000.05.21 | 東京   | 優駿牝馬         | GI      | 芝2400m（良） | 18    | 5     | 9     | 006.70（3人）   | 01着 | R2:26.2（35.5）   | -0.1 | 0本田優   | 55        | （フサイチパンドラ）   | 484         |            |
| 0000.10.15 | 京都   | 秋華賞           | GI      | 芝2000m（良） | 18    | 6     | 12    | 003.60（2人）   | 01着 | R1:58.2（34.4）   | -0.1 | 0本田優   | 55        | （アサヒライジング）   | 492         |            |
| 0000.11.12 | 京都   | エリザベス女王杯 | GI      | 芝2200m（良） | 15    | 8     | 16    | 002.70（1人）   | 12着 | R2:11.4（34.5）   | -0.2 | 0本田優   | 54        | フサイチパンドラ       | 490         | [ 注釈 9 ] |
| 2007.05.13 | 東京   | ヴィクトリアM    | JpnI    | 芝1600m（良） | 18    | 3     | 6     | 002.10（1人）   | 10着 | R1:33.4（33.7）   | -0.9 | 0武幸四郎 | 55        | コイウタ               | 488         |            |
| 0000.06.24 | 阪神   | 宝塚記念         | GI      | 芝2200m（稍） | 18    | 4     | 7     | 010.20（6人）   | 06着 | R2:13.2（37.5）   | -0.8 | 0武幸四郎 | 56        | アドマイヤムーン       | 494         |            |
| 2008.05.31 | 中京   | 金鯱賞           | GII     | 芝2000m（稍） | 17    | 2     | 4     | 010.00（5人）   | 03着 | R1:59.3（35.0）   | -0.2 | 0武幸四郎 | 55        | エイシンデピュティ     | 496         |            |
| 0000.10.19 | 東京   | 府中牝馬S        | GIII    | 芝1800m（良） | 18    | 4     | 7     | 002.30（1人）   | 02着 | R1:45.6（34.0）   | -0.1 | 0横山典弘 | 55        | ブルーメンブラット     | 508         |            |
| 0000.11.16 | 京都   | エリザベス女王杯 | GI      | 芝2200m（良） | 18    | 7     | 15    | 001.80（1人）   | 02着 | R2:12.3（34.5）   | -0.2 | 0横山典弘 | 56        | リトルアマポーラ       | 498         |            |
| 0000.12.28 | 中山   | 有馬記念         | GI      | 芝2500m（良） | 14    | 1     | 1     | 019.00（6人）   | 07着 | R2:32.5（37.0）   | -1.0 | 0横山典弘 | 55        | ダイワスカーレット     | 488         |            |
| 2009.02.21 | 京都   | 京都記念         | GII     | 芝2200m（良） | 12    | 5     | 7     | 003.30（2人）   | 04着 | R2:14.9（35.6）   | -0.3 | 0横山典弘 | 55        | アサクサキングス       | 488         |            |
| 0000.04.05 | 阪神   | 産経大阪杯       | GII     | 芝2000m（良） | 12    | 2     | 2     | 011.50（4人）   | 03着 | R2:00.0（33.8）   | -0.3 | 0横山典弘 | 55        | ドリームジャーニー     | 480         |            |
| 0000.05.17 | 東京   | ヴィクトリアM    | GI      | 芝1600m（良） | 18    | 7     | 14    | 007.10（2人）   | 08着 | R1:33.9（34.5）   | -1.5 | 0横山典弘 | 55        | ウオッカ               | 482         |            |
| 0000.10.18 | 東京   | 府中牝馬S        | GIII    | 芝1800m（良） | 18    | 8     | 18    | 004.40（1人）   | 06着 | R1:45.5（35.5）   | -0.9 | 0横山典弘 | 56        | ムードインディゴ       | 490         |            |
| 0000.11.15 | 京都   | エリザベス女王杯 | GI      | 芝2200m（良） | 18    | 4     | 8     | 015.10（5人）   | 09着 | R2:15.2（34.3）   | -1.6 | 0横山典弘 | 56        | クィーンスプマンテ     | 484         |            |

## 繁殖成績
|        | 生年   | 馬名               | 性 | 毛色   | 父                         | 馬主                                 | 厩舎 | 戦績    | 備考 | 供用 | 出典   |
| ------ | ------ | ------------------ | -- | ------ | -------------------------- | ------------------------------------ | --- | ------- | ---- | ---- | ------ |
|        | 2011年 | 不受胎             |    |        | ディープスカイ             |                                      | |         |      |      | [ 4 ]  |
| 初仔   | 2012年 | ミンナノプリンセス | 牝 | 黒鹿毛 | コマンズ                   | タ－フ・スポート                     | 栗東・西浦勝一 | 15戦2勝 |      | 繁殖 | [ 80 ] |
| 2番仔  | 2013年 | ミュゲプリンセス   | 牝 | 鹿毛   | エンパイアメーカー         | 雅苑興業                             | 栗東・西浦勝一 →西脇・玉垣光章 | 15戦1勝 |      | 繁殖 | [ 81 ] |
| 3番仔  | 2014年 | ハルノヒダマリ     | 牝 | 鹿毛   | エンパイアメーカー         | 三石川上牧場                         | 栗東・西浦勝一 | 5戦0勝  |      | 繁殖 | [ 82 ] |
| 4番仔  | 2015年 | カズアピアーニ     | 騸 | 鹿毛   | ヘニーヒューズ             | 雅苑興業 →蟹江知彦 →杉本剛彦 →高橋貢 | 栗東・西浦勝一 →北海道・安田武広 →園田・田中一巧 →栗東・杉山晴紀 →高知・田中伸一 →名古屋・迫田清美 →名古屋・栗田和昌 →盛岡・平澤芳三 | 75戦8勝 |      | 抹消 | [ 83 ] |
| 5番仔  | 2016年 | クイーンハーツ     | 牝 | 鹿毛   | キングカメハメハ           | ターフ・スポート                     | 栗東・西浦勝一 | 3戦0勝  |      | 繁殖 | [ 84 ] |
| 6番仔  | 2017年 | グランプリアルザン | 牡 | 栗毛   | ヘニーヒューズ             | 三石川上牧場 →上山浩司               | 栗東・西浦勝一 →北海道・田中淳司 | 9戦1勝  |      | 抹消 | [ 85 ] |
| 7番仔  | 2018年 | ジョージバローズ   | 騸 | 黒鹿毛 | ダイワメジャー             | 猪熊広次 →吉田啓                     | 栗東・清水久詞 →船橋・林正人 →水沢・及川良春                                                                                         | 24戦2勝 |      | 抹消 | [ 86 ] |
| 8番仔  | 2019年 | ティグル           | 牡 | 鹿毛   | ドゥラメンテ               | 加藤誠                               | 栗東・中竹和也 →西脇・松浦聡志 | 35戦1勝 |      | 現役 | [ 87 ] |
| 9番仔  | 2020年 | カワカミエレガンス | 牝 | 栗毛   | デクラレーションオブウォー | 三石川上牧場 →上山浩司 →三石川上牧場 | 栗東・本田優 →名古屋・川西毅 | 20戦1勝 |      | 抹消 | [ 88 ] |
| 10番仔 | 2021年 | ラブアンドラッキー | 牝 | 鹿毛   | カリフォルニアクローム     | 三石川上牧場 →上山浩司 →三石川上牧場 | 栗東・本田優 →北海道・千葉津代士 →金沢・中川雅之 →栗東・本田優                                                                       | 16戦6勝 |      | 現役 | [ 89 ] |
|        | 2022年 | 種付けなし         |    |        |                            |                                      | |         |      |      | [ 4 ]  |

- 2024年10月7日現在

## 血統表
| カワカミプリンセスの血統                          | カワカミプリンセスの血統                            | カワカミプリンセスの血統                            | （血統表の出典）                                    | （血統表の出典） |
| 父系                                              | リファール系                                        | リファール系                                        | リファール系                                        | [ § 2 ]          |
| 父 キングヘイロー 1995 鹿毛                       | 父の父*ダンシングブレーヴ Dancing Brave 1983 鹿毛   | Lyphard                                             | Northern Dancer                                     | Northern Dancer  |
| 父 キングヘイロー 1995 鹿毛                       | 父の父*ダンシングブレーヴ Dancing Brave 1983 鹿毛   | Lyphard                                             | Goofed                                              |                  |
| 父 キングヘイロー 1995 鹿毛                       | 父の父*ダンシングブレーヴ Dancing Brave 1983 鹿毛   | Navajo Princess                                     | Drone                                               | Drone            |
| 父 キングヘイロー 1995 鹿毛                       | 父の父*ダンシングブレーヴ Dancing Brave 1983 鹿毛   | Navajo Princess                                     | Olmec                                               |                  |
| 父 キングヘイロー 1995 鹿毛                       | 父の母*グッバイヘイロー Goodbye Halo 1985 栗毛      | Halo                                                | Hail to Reason                                      | Hail to Reason   |
| 父 キングヘイロー 1995 鹿毛                       | 父の母*グッバイヘイロー Goodbye Halo 1985 栗毛      | Halo                                                | Cosmah                                              |                  |
| 父 キングヘイロー 1995 鹿毛                       | 父の母*グッバイヘイロー Goodbye Halo 1985 栗毛      | Pound Foolish                                       | Sir Ivor                                            | Sir Ivor         |
| 父 キングヘイロー 1995 鹿毛                       | 父の母*グッバイヘイロー Goodbye Halo 1985 栗毛      | Pound Foolish                                       | Squander                                            |                  |
| 母 *タカノセクレタリー Takano Secretary 1996 鹿毛 | 母の父Seattle Slew 1974 黒鹿毛                      | Bold Reasoning                                      | Boldnesian                                          | Boldnesian       |
| 母 *タカノセクレタリー Takano Secretary 1996 鹿毛 | 母の父Seattle Slew 1974 黒鹿毛                      | Bold Reasoning                                      | Reason to Earn                                      |                  |
| 母 *タカノセクレタリー Takano Secretary 1996 鹿毛 | 母の父Seattle Slew 1974 黒鹿毛                      | My Charmer                                          | Poker                                               | Poker            |
| 母 *タカノセクレタリー Takano Secretary 1996 鹿毛 | 母の父Seattle Slew 1974 黒鹿毛                      | My Charmer                                          | Fair Charmer                                        |                  |
| 母 *タカノセクレタリー Takano Secretary 1996 鹿毛 | 母の母Summer Secretary 1985                         | Secretariat                                         | Bold Ruler                                          | Bold Ruler       |
| 母 *タカノセクレタリー Takano Secretary 1996 鹿毛 | 母の母Summer Secretary 1985                         | Secretariat                                         | Somethingroyal                                      |                  |
| 母 *タカノセクレタリー Takano Secretary 1996 鹿毛 | 母の母Summer Secretary 1985                         | Golden Summer                                       | Key to the Mint                                     | Key to the Mint  |
| 母 *タカノセクレタリー Takano Secretary 1996 鹿毛 | 母の母Summer Secretary 1985                         | Golden Summer                                       | Summer Guest                                        |                  |
| 母系(F-No.)                                       | タカノセクレタリー(USA)系(FN:4-m)                   | タカノセクレタリー(USA)系(FN:4-m)                   | タカノセクレタリー(USA)系(FN:4-m)                   | [ § 3 ]          |
| 5代内の近親交配                                   | Hail to Reason=4×5、Bold Ruler=4×5、Sir Gaylord=5×5 | Hail to Reason=4×5、Bold Ruler=4×5、Sir Gaylord=5×5 | Hail to Reason=4×5、Bold Ruler=4×5、Sir Gaylord=5×5 | [ § 4 ]          |
| 出典                                              | 1. 2. 3. 4.                                         | 1. 2. 3. 4.                                         | 1. 2. 3. 4.                                         | 1. 2. 3. 4.      |

- 4代母Summer Guestの子孫にエイシンバランサー（2018年サマーチャンピオン）